# Unitárius oktatás Kolozsváron

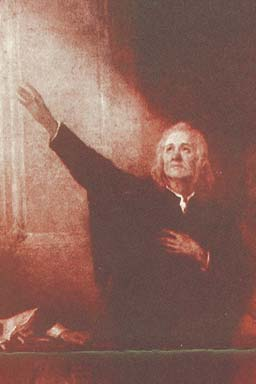
Körösfői-Kriesch Aladár: A tordai országgyűlés, 1896 (részlet)

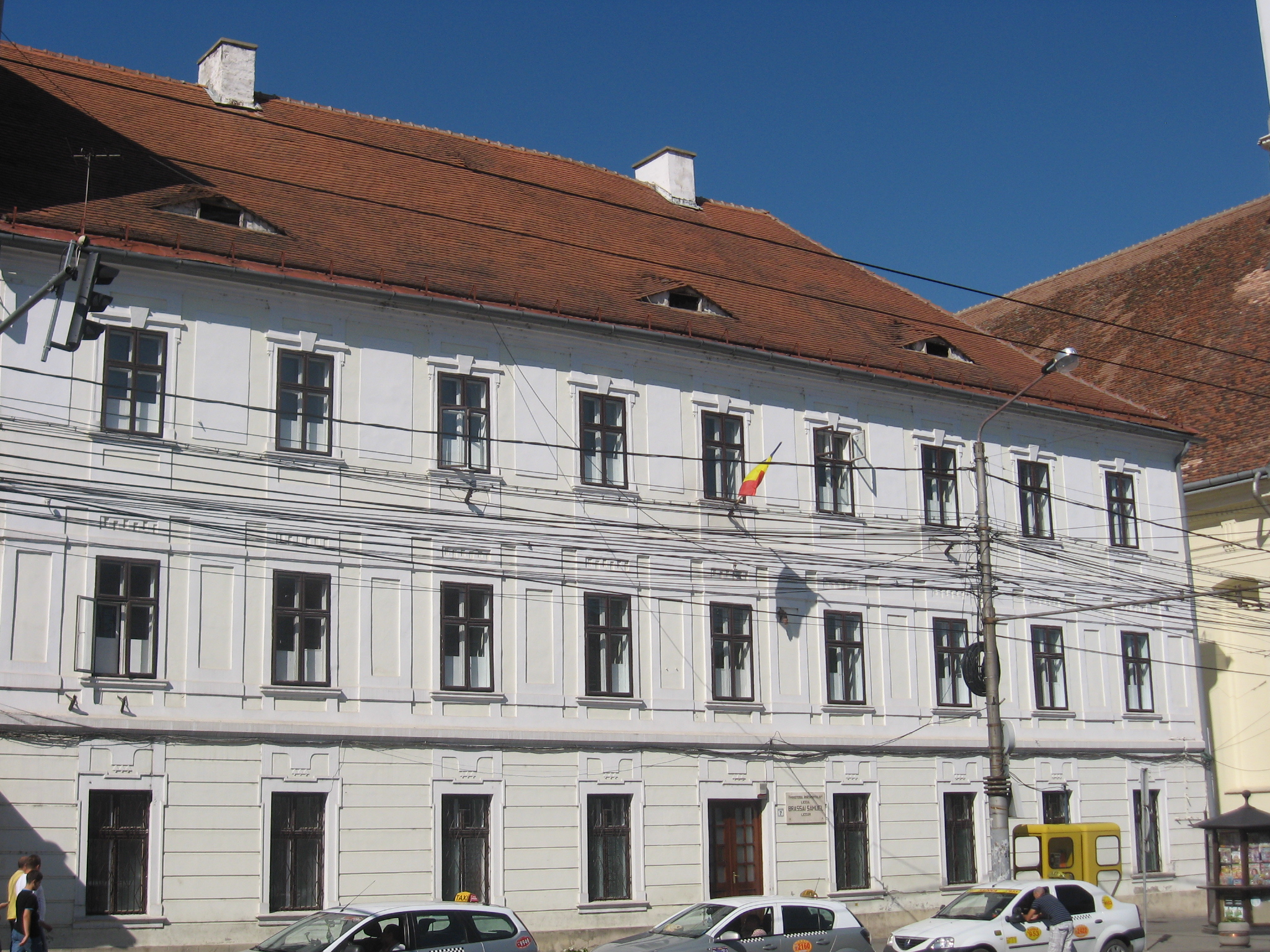
A régi unitárius kollégium épülete

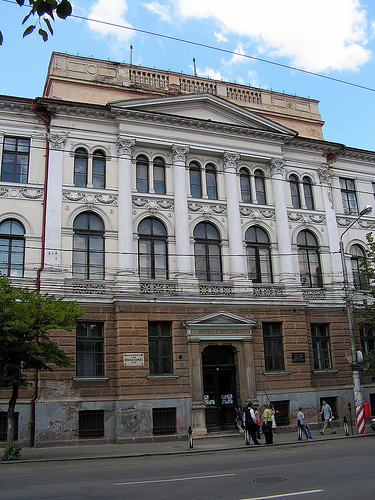
A kollégium épülete napjainkban.

A kolozsvári unitárius oktatás megszervezése Dávid Ferenc nevéhez fűződik, 1566-ra nyúlik vissza.

## Az első kollégium
Az első kollégium 1566-tól 1693. október 10-ig a ferencrendiek egykori zárdájában működött, az Óvárban. A katolikusoktól elvett épület előbb a lutheránusoké, majd a reformátusoké, végül pedig az unitáriusoké lett. Az iskolát János Zsigmond fejedelem két dézsmanegyedből tartotta fent. Uralkodása alatt az intézmény virágkorát élte, s ez részben annak is volt tulajdonítható, hogy a fő- és köznemesség ekkor az unitárius vallást követte, de a hagyományosan lutheránus szászok is iskoláztatták itt gyermekeiket. A kollégium az ország főiskolájának számított és helyettesítette az egyetemet. Dávid Ferenc halála után az intézmény csillaga is leáldozott. A legnagyobb csapást Mihály vajda és Basta tábornok rövid, de véres uralma jelentette, ami idő alatt az unitárius fiatalok nagy része a csatatéren életét veszítette. A kollégium tanárai az egyházfőkkel karöltve, a vallási üldözések elől külföldre menekültek. A hívek nagy része a jezsuiták révén visszatért a római katolikus egyház berkeibe. Basta tábornok az egyház minden birtokát a jezsuita egyháznak adományozta, de Erdély következő fejedelmének, Bocskai Istvánnak köszönhetően az egyház visszakapta elkobzott javait.

## A második kollégium
A 17. században, előbb Bethlen Gábor, majd I. Rákóczi Ferenc, különböző ürügyekkel, a kollégium épületét a katolikus egyháznak adta át. Ekkor a kollégium átköltözött a Fő téri unitárius papi központba (a mai római katolikus plébánia épülete), ami huszonöt évig állt a rendelkezésükre. Az épületet csak jelentős javítások után tudták birtokba venni, de csak egy évig tudták használni, mert az 1697-es tűzvészben leégett. Az épület felújítását holland felekezetek is támogatták. A felújítás után sem indulhatott újra zökkenőmentesen az oktatás, mert a tanárok nagy része időközben áttért a lutheránus hitre, a diákok nagy része pedig a Rákóczi vezette kurucok oldalán vette fel a harcot a szabadságharcban.
A 18. század elején gróf Steinville hadikormányzó megjelent Kolozsváron csapataival; az unitárius hívek házait a katonák elfoglalták és az ott töltött három nap alatt nagy pusztításokat végeztek. A római katolikus püspök kívánságára úgy a kollégium, mint az egyház szinte teljes vagyonát lefoglalták. Az elkövetkező két évben az egyháznak nagy anyagi erőfeszítésbe került az iskola fenntartása. Pártfogók, támogatók híján a kollégiumot végül teljesen kifosztották és a királyi udvar parancsára 1718. április 1-jén a kollégium épületét és a mellette levő két házat Steinville-nek át kellett adják. Az egyháznak semmije sem maradt, ezért a kollégium megszűnt.

## A harmadik kollégium
Rögtön a kiköltözés után hozzáláttak az adományok gyűjtéséhez, egy új kollégium elindításához. Egy Magyar utcai emeletes házba költöztek, amelyet valószínűleg még korábban vásároltak meg az unitárius aranyműves Huszár Mihálytól. Ez volt az első épülete az unitáriusok Magyar utcai komplexumának, a tulajdonképpeni unitárius kollégium harmadik épülete. Mivel a 19. század végén már kicsinynek bizonyult az épület és terjeszkedésre sem volt lehetőség, az új unitárius kollégium felépítése mellett döntöttek. Az 1900–1901-es tanév végén az iskola kiköltözött az épületből‚ s ezután az egyház kisebb-nagyobb átalakításokkal lakásoknak‚ műhelyeknek‚ irodáknak‚ a földszintet pedig üzlethelyiségeknek adta ki. Az 1900-as évek elején a főtéri Bánffy-palotából ide költözött át az 1861-ben alapított „Gámán János örökösei könyvnyomda”. Az épületben számos lap, folyóirat szerkesztősége is működött (pld. Kolozsvári Hírlap, Erdélyi Bakter, Egyetemi Lapok). Az 1920-as években a földszintre a CFR nyomdája költözött be, a második emeletre pedig rendelőintézete. Az első emeleten leányotthon működött. Az 1948-as tanügyi reform és az államosítás után az Egészségügyi Minisztérium vette át az egész épületet‚ s itt rendezték be az Egészségügyi Középiskolát (Technikumot), majd Líceumot, amelyet (Victor Babeșről neveztek el). Ez volt város legkeresettebb iskolája. 1958–1962 között német elemi iskola is működött az épületben. Az 1989-es romániai rendszerváltozást követően hosszas pereskedések után az unitárius egyház visszaszerezte.

## A negyedik kollégium
Az iskola negyedik, egyben utolsó épületét 1901-ben foglalta el, Ferencz József püspök szolgálata alatt. Az épületet Pákey Lajos műépítész tervezte. Az 1948-as tanügyi reform után az épület nagy része állami tulajdonba került s benne fiúiskolát hoztak létre. Az iskola 1957-ig a 7. számot viselte, majd felvette Brassai Sámuel nevét. 1977-től ipari líceum (szakközépiskola) lett fémmegmunkálási profillal. 1962 és 1985 között német nyelvű óvoda és általános iskola is működött falai közt. 1985-től román és magyar nyelvű tagozat működött benne egyaránt, esti tagozata a legnagyobb volt Kolozsváron. Az unitárius kollégiumi könyvtár az Akadémiai Könyvtáré lett az államosítás után, s az épületből 1975-ben költözött ki a Farkas utcai központba. Az épületben maradt továbbra is az Unitárius Egyház központja, de a teológusoknak, már csak a bentlakásai maradtak itt, mert az intézmény 1959-ben beolvadt az Egyetemi Fokú Egységes Protestáns Teológiai Intézetbe.

## Napjainkban
Az Unitárius Kollégium 1993-ban indult újra, majd 2003-ban felvette a János Zsigmond nevet. 2011-től a Brassai Sámuel Elméleti Líceum kiköltötöztt a régi unitárius kollégium épületébe.

## Kapcsolódó lapok
- János Zsigmond Unitárius Kollégium
- Régi unitárius kollégium
- Új unitárius kollégium
- Brassai Sámuel Elméleti Líceum
- János Zsigmond Unitárius Kollégium